# Эндогенные процессы
Эндогенные процессы — процессы, связанные с энергией, возникающей в недрах Земли.
К эндогенным процессам относят тектоническое движение земной коры, магматизм, метаморфизм, сейсмическую активность.
Главными источниками энергии эндогенных процессов являются тепло и перераспределение материала в недрах Земли по плотности (гравитационная дифференциация). Глубинное тепло Земли, по мнению большинства ученых, имеет преимущественно радиоактивное происхождение. Радиоактивное тепло, понижая вязкость материала, способствует его дифференциации, а последняя ускоряет вынос тепла к поверхности. Сочетание этих процессов ведет к неравномерности во времени выноса тепла и легкого вещества к поверхности, что, в свою очередь, может объяснить наличие в истории земной коры тектоно-магматических циклов. Пространственные неравномерности тех же глубинных процессов объясняют разделения земной коры на более или менее геологически активные области, например, на геосинклинали и платформы.
С эндогенными процессами связано формирование рельефа Земли и образование многих важнейших полезных ископаемых.
Антипод — экзогенные процессы.

## Процессы

### Тектонические движения
Тектонические (вертикальные и горизонтальные) движения создают наиболее крупные формы рельефа (мегарельеф). Например, большие равнинные территории и горные страны.

### Магматизм
Магматизм проявляется в интрузивной и эффузивной форме. Данный процесс характерен для границ литосферных плит, рифтовых зон, современных геосинклиналей, зон молодых и омоложённых гор, срединно-океанических хребтов.

### Метаморфизм
Изменения горных пород под воздействием температуры, давления и других преобразований в недрах Земли. Различают: динамометаморфизм, термометаморфизм, контактный метаморфизм (перекристаллизация пород с изменением химических и минеральных свойств), гидротермальный метаморфизм.